# Црно и бело
«Црно и бело» (рус. Чёрное и белое) — песня македонской певицы Калиопи, представляющая страну на музыкальном конкурсе Евровидение 2012. В финале конкурса песня заняла 12 место, набрав 71 балл.

## Информация о песне
19 ноября 2011 года МРТ официально заявило о том, что Калиопи станет представителем Македонии на Евровидении 2012. В интервью после этого заявления певица рассказала, что пока не знает, каким будет жанр композиции и рассматривает как свои песни, так и сотрудничество с различными авторами, в том числе иностранными. Музыку к композиции «Црно и бело» написал соавтор многих её песен, член её группы «Kaliopi», существовавшей с 1986 по 1989 гг., бывший муж Ромео Грил; текст песни написала сама Калиопи. Премьера песни на телевидении состоялась 29 февраля 2012 года; в тот же день был издан музыкальный сингл. Тогда же Калиопи представила англоязычную версию песни — «Black and White».
Также была записана версия на русском языке «Чёрное и белое» (также известная как «Нет меня без тебя»).

## Видеоклип
Режиссёром видеоклипа «Црно и бело» стал Александар Ристовски; видео было снято в Битоле. Премьера клипа состоялась 17 марта 2012 года. Действие в видеоклипе происходит в здании театра и в заброшенном доме.

## Список композиций
| №  | Название          | Длительность |
| -- | ----------------- | ------------ |
| 1. | «Crno i belo»     | 3:02         |
| 2. | «Black and White» | 3:02         |